# اضطرابات فوضوية
الاضطرابات الفوضوية(بالإنجليزية: Disruptive Disorders)‏ هي مجموعة من الاضطرابات السلوكية التي تقوم على ردات فعل أو سلوك غير محبب أو مقبول لدى الناس من قبل بعض الأطفال والمراهقين.ويرى الأخصائيون في المجال الصحي النفسي أنها المشاكل التي يعانى منها أطفالنا عندما يجدون صعوبة في الخضوع للأنظمة التي يخضع لها الأطفال الآخرون.حيث تعرف اضطرابات نقص الانتباه والسلوك المؤذي عادةً بالاضطرابات السلوكية عند الأطفال. وتتمثل بحدوث نمط من السلوك العدواني عند الطفل أو المراهق لأكثر من ستة أشهر. تتجاوز الاضطرابات السلوكية مجرد الأذى والتمرد؛ فهي تختلف كثيراً عن السلوك الملاحظ عادة لدى أطفال في سن أو مرحلة نمو مماثلة. ويكونوا الأطفال المصابين أكثر عرضة للفشل في المدرسة، ولغيرها من مشاكل الصحة النفسية، وقد يؤدي في بعض الحالات إلى الانتحار.
بعض الامور التي تمثل المشاكل السلوكية عند الأطفال هي:
-عندما لايقومون بما طلب منهم من الأهل أو من البالغين كالمدرسين.
-عندما تصيبهم نوبات غضب متكررة كثيراً وتكون أكثر حدة من تلك التي يصاب بها الأطفال العاديين الآخرين الذين هم من نفس الأعمار.
-عندما يصبحون عدوانيين ويقومون بتصرفات عدوانية (تدمير ممتلكات، ضرب،سرقة، انتهاك القوانين)

## الأسباب
لحدوث الاضطرابات الفوضوية عند الأطفال اسباب اجتماعية وهي علا الاغلب واسباب فيزولوجية وراثية أو مكتسبة.ومن هذه الأسباب:
-المشاكل العائلية والمنزلية. والتي تؤثر في نفسية الطفال.
-تعاطي المخدرات أو الكحول مما يؤدي إلى ظهور ما هو أسوأ في تصرفات الأطفال.
-ضغوط في المدرسة من قبل المدرسين أو زملاء الدراسة.
-حساسية مفرطة والتي قد تؤدي إلى اللإكتئاب ويصبح بعدها الأطفال عدوانيين.

## العلاج
تعتمد معالجة الاضطراب الفوضوي على نوع ومدى شدة أو خطورة الاضطراب. ويتكون العلاج من علاج بالتكلم أو التخاطب أو علاج بالأدوية أو كليهما. خلال العلاج بالتكلم، يتعلم الطفل كيفية تأثير الاضطراب السلوكي في أفكاره وسلوكه ومزاجه ومشاعره.
ويمكن تضمين التدريب على المهارات الاجتماعية لمساعدة الطفل على تعلُّم كيفية التعامل بإيجابية أكثر مع الأقران والبالغين. هناك العديد من الأنواع المختلفة للعلاج بالتكلم. ويمكن للجهة التي تقدم الرعاية المساعدة على اتخاذ القرار حول أفضل نوع للعلاج بالتكلم للطفل. يمكن استخدام العديد من الأدوية لمعالجة أعراض اضطراب التصرف واضطراب التحدي والمعارضة واضطراب نقص الانتباه مع فرط النشاط. يمكن معالجة اضطراب نقص الانتباه مع فرط النشاط بالأدوية عادة، مثل الميثيلفينيدات أو الديكستروأمفيتامين، وهي منبهات تقلِّل من الاندفاع والنشاط المفرط وتزيد من الانتباه. وفي بعض الحالات، قد يجري استخدامُ المنبهات لعلاج اضطراب التصرف واضطراب التحدي والمعارضة. يمكن استخدام أدوية أخرى لعلاج اضطرابات السلوك المؤذي واضطراب نقص الانتباه مع فرط النشاط. وينبغي التحدث مع الجهة التي تقدم الرعاية للطفل لمعرفة المزيد عن الأنواع المختلفة للأدوية. يتفق معظم الخبراء على أنه لا ينبغي أن يقتصر علاج هذه الاضطرابات على الأدوية وحدها، حيث يجب أن يشمل العلاج شكلاً من أشكال العلاج بالتكلم والحوار والتدبير السلوكي. في غالب الأحيان، يكون علاج الاضطراب السلوكي الأكثر نجاحاً عند إشراك عائلة الطفل، حيث يمكن أن يتعلم الأهل وأفراد الأسرة تقنيات تساعدهم في تدبير مشكلة سلوك طفلهم.

## وصلات خارجية
- The Diagnostic and Statistical Manual of Mental Disorders (DSM), published by the الجمعية الأمريكية للأطباء النفسيين (APA, via أرشيف الإنترنت).
- American Academy of Family Physicians ICD-9 Coding Tools
- The Multiaxial System of Diagnosis in DSM IV Criteria